# Euxoa cycladum
Euxoa cycladum är en fjärilsart som beskrevs av Otto Staudinger 1870. Euxoa cycladum ingår i släktet Euxoa och familjen nattflyn. Inga underarter finns listade i Catalogue of Life.